# NR1D1
Le NR1D1 (NR sous-famille 1 groupe D membre1), aussi appelé Rev-erbα, est un récepteur nucléaire dont le gène est NR1D1 situé sur le chromosome 17 humain.

## Rôles
Il joue un rôle dans le rythme circadien, avec une activité qui augmente le matin. Son expression dans les thrombocytes favorise l'activation de ces derniers et la formation de thrombus. Il influence le métabolisme hépatique.
Il régule le stress oxydatif, l'inflammation et stabilise la plaque d'athérome.
Il inhibe l'acotinase 2 mitochondrial. L'inactivation du NR1D1 conduit à augmenter l'activité de l'acotinase 2 et pourrait être bénéfique dans l'évolution d'un anévrisme de l'aorte abdominale.